# Дарбеле, Бенжамен
Бенжаме́н Рене́ Пьер Дарбеле́ (фр. Benjamin René Pierre Darbelet; 13 ноября 1980, Дижон) — французский дзюдоист полулёгкой весовой категории, выступал за сборную Франции на всём протяжении 2000-х и в начале 2010-х годов. Серебряный призёр летних Олимпийских игр в Пекине, чемпион Европы, победитель многих турниров национального и международного значения.

## Биография
Бенжамен Дарбеле родился 13 ноября 1980 года в городе Дижон департамента Кот-д’Ор. Активно заниматься дзюдо начал с раннего детства, проходил подготовку в местном спортивном клубе Brazeyen plaine под руководством тренера Бенуа Камарга.
Первого серьёзного успеха на взрослом международном уровне добился в 2003 году, когда попал в основной состав французской национальной сборной и побывал на чемпионате Европы в немецком Дюссельдорфе, откуда привёз награду золотого достоинства, выигранную в полулёгкой весовой категории — в частности, победил в финале сильного грузина Давида Маргошвили.
В 2004 году Дарбеле выиграл бронзовую медаль на европейском первенстве в Бухаресте и благодаря череде удачных выступлений удостоился права защищать честь страны на летних Олимпийских играх в Афинах, причём ради Олимпиады согнал вес до суперлёгкой категории. В итоге в стартовом поединке взял верх над своим соперником, но на стадии 1/16 финала потерпел поражение от корейца Чхве Мин Хо и лишился тем самым всяких шансов на попадание в число призёров.
На чемпионате Европы 2005 года в Роттердаме получил бронзу. В следующем сезоне стал серебряным призёром европейского первенства в финском Тампере, единственный раз проиграл здесь в финальном матче представителю Грузии Зазе Кеделашвили. Ещё через год на аналогичных соревнованиях в Белграде вновь был вынужден довольствоваться бронзовой наградой.
Будучи одним из лидеров дзюдоистской команды Франции, Дарбеле благополучно прошёл квалификацию на Олимпийские игры 2008 года в Пекине. На сей раз выступал в привычном для себя полулёгком весе, сумел дойти здесь до финала, взяв верх над всеми четырьмя оппонентами, в том числе над россиянином Алимом Гадановым. Тем не менее, в решающем поединке встретился с предыдущим олимпийским чемпионом из Японии Масато Утисибой и проиграл ему иппоном, получив таким образом серебряную олимпийскую медаль.
После пекинской Олимпиады Бенжамен Дарбеле остался в основном составе французской национальной сборной и продолжил принимать участие в крупнейших международных турнирах, хотя попасть в число призёров на чемпионатах Европы ему больше не удалось ни разу, если не считать европейское первенство 2011 года в Стамбуле, где он стал серебряным призёром в командной дисциплине. Последний раз показал сколько-нибудь значимый результат на международной арене в сезоне 2013 года, когда в лёгком весе занял пятое место на турнире Большого шлема в Париже. Вскоре по окончании этих соревнований принял решение завершить карьеру профессионального спортсмена, уступив место в сборной молодым французским дзюдоистам.